# Little Free Library
A Little Free Library (em português: Pequena Biblioteca Gratuita) é uma organização sem fins lucrativos 501(c)(3)  que promove trocas de livros entre bairros, geralmente na forma de uma biblioteca livre. Mais de 175.000 trocas públicas de livros estão registadas na organização e denominadas Little Free Libraries (em português: Pequenas Bibliotecas Gratuitas). Através das Little Free Libraries, presentes em 121 países, milhões de livros são trocados todos os anos, com o objetivo de aumentar o acesso aos livros para leitores de todas as idades e origens.A organização sem fins lucrativos Little Free Library está sediada em St. Paul, Minnesota, Estados Unidos.

## História

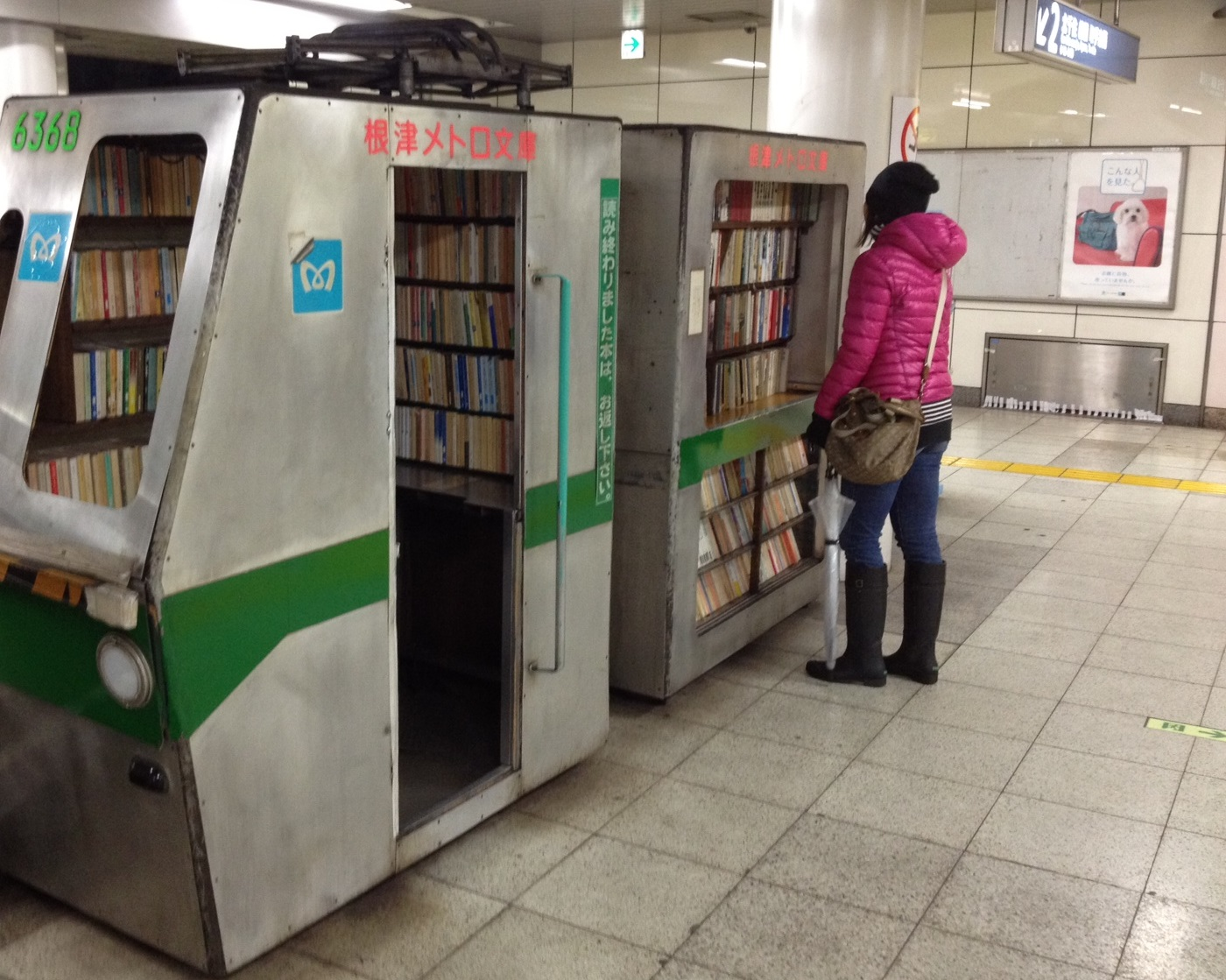
Uma Little Free Library numa estação de metro de Tóquio.

A primeira Little Free Library foi construída em 2009 pelo falecido Todd Bol em Hudson, Wisconsin. Bol montou um recipiente de madeira, projetado para parecer uma escola de uma sala, em um poste em seu gramado e o encheu de livros como uma homenagem à sua falecida mãe, uma amante de livros e professora que havia falecido recentemente. Bol compartilhou sua ideia com seu sócio, Rick Brooks, e juntos eles construíram e instalaram mais livrarias em diferentes áreas do meio-oeste dos Estados Unidos. Passado algum tempo, a ideia começou a espalhar-se.
A Little Free Library foi oficialmente constituída como uma organização sem fins lucrativos em 16 de maio de 2012,  e a Receita Federal reconheceu a Little Free Library como uma organização sem fins lucrativos 501 (c) (3) no final daquele ano.
O objetivo original de Bol era a criação de 2.510 Pequenas Bibliotecas. Isto ultrapassaria o número de bibliotecas fundadas por Andrew Carnegie, num programa onde foram construídos e dotados edifícios de bibliotecas em cidades dos Estados Unidos. Esta meta foi alcançada em 2012.
O movimento também foi adotado internacionalmente. Em novembro de 2016, existiam 50 mil Pequenas Bibliotecas Gratuitas registadas em 85 países em todo o mundo. Margret Aldrich escreveu The Little Free Library Book para narrar o movimento.

Bol morreu de cancro no pâncreas em outubro de 2018. M. Greig Metzger II ingressou na organização como diretor executivo em julho de 2019.
Em julho de 2022, a LFL mudou a sua sede de Hudson, Wisconsin, para St. Paul, Minnesota.

## Legado e honras
A organização sem fins lucrativos Little Free Library foi homenageada pela National Book Foundation, pela Library of Congress, pelo Library Journal e por outros pelo seu trabalho de promoção da alfabetização e do amor pela leitura.
A organização Little Free Library usou fundos arrecadados para doar trocas de livros por meio do seu Programa Impact Library, defendeu diversos livros por meio do seu Programa Read in Color, e criou um programa de leitura chamado Action Book Club, que combina leitura com serviço comunitário.

## Função

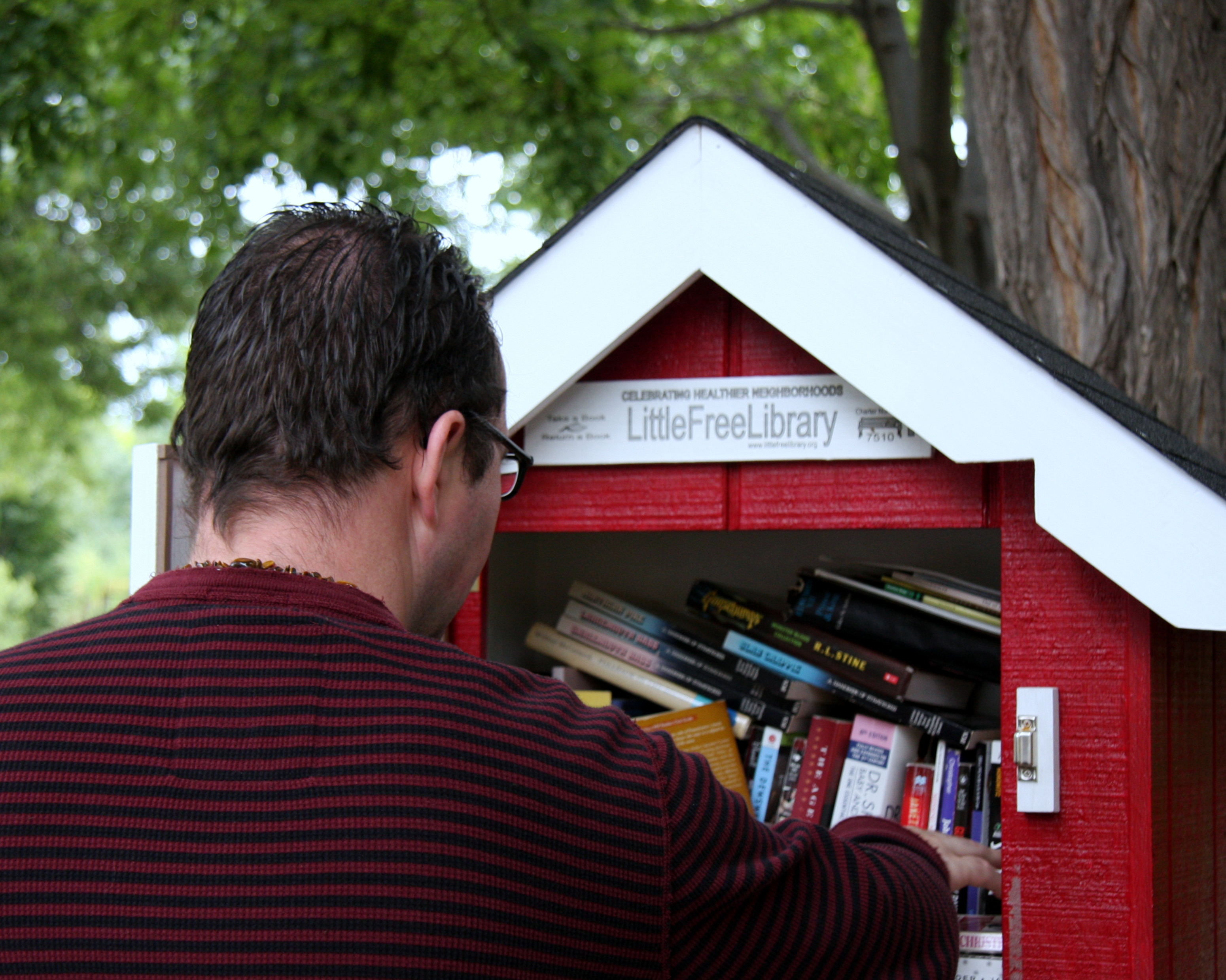
Um leitor navegando numa Little Free Library.

Como outras trocas públicas de livros, um transeunte pode levar um livro para ler ou deixar um para outra pessoa encontrar. A organização conta com “administradores” voluntários para construir, instalar e manter caixas de troca de livros. Para que uma caixa de troca de livros seja registada e use legalmente a marca Little Free Library, os administradores devem comprar uma troca de livros finalizada, um kit ou, para um projeto DIY, uma placa de licença,  que contém o texto "Pequena Biblioteca Gratuita" e o número oficial da licença.
Little Free Libraries registadas podem aparecer no Little Free Library World Map,  que lista locais com coordenadas GPS e outras informações.  Uma aplicação móvel Little Free Library foi lançada em 2022. O download é gratuito. Pequenas bibliotecas gratuitas estão localizadas em todo o mundo; a maioria está localizada nos Estados Unidos.
Existem pequenas bibliotecas gratuitas de todas as formas e tamanhos, desde pequenas casas de madeira pintadas com cores vivas até uma biblioteca maior baseada na TARDIS de Doctor Who.

## Regulamentos de zoneamento

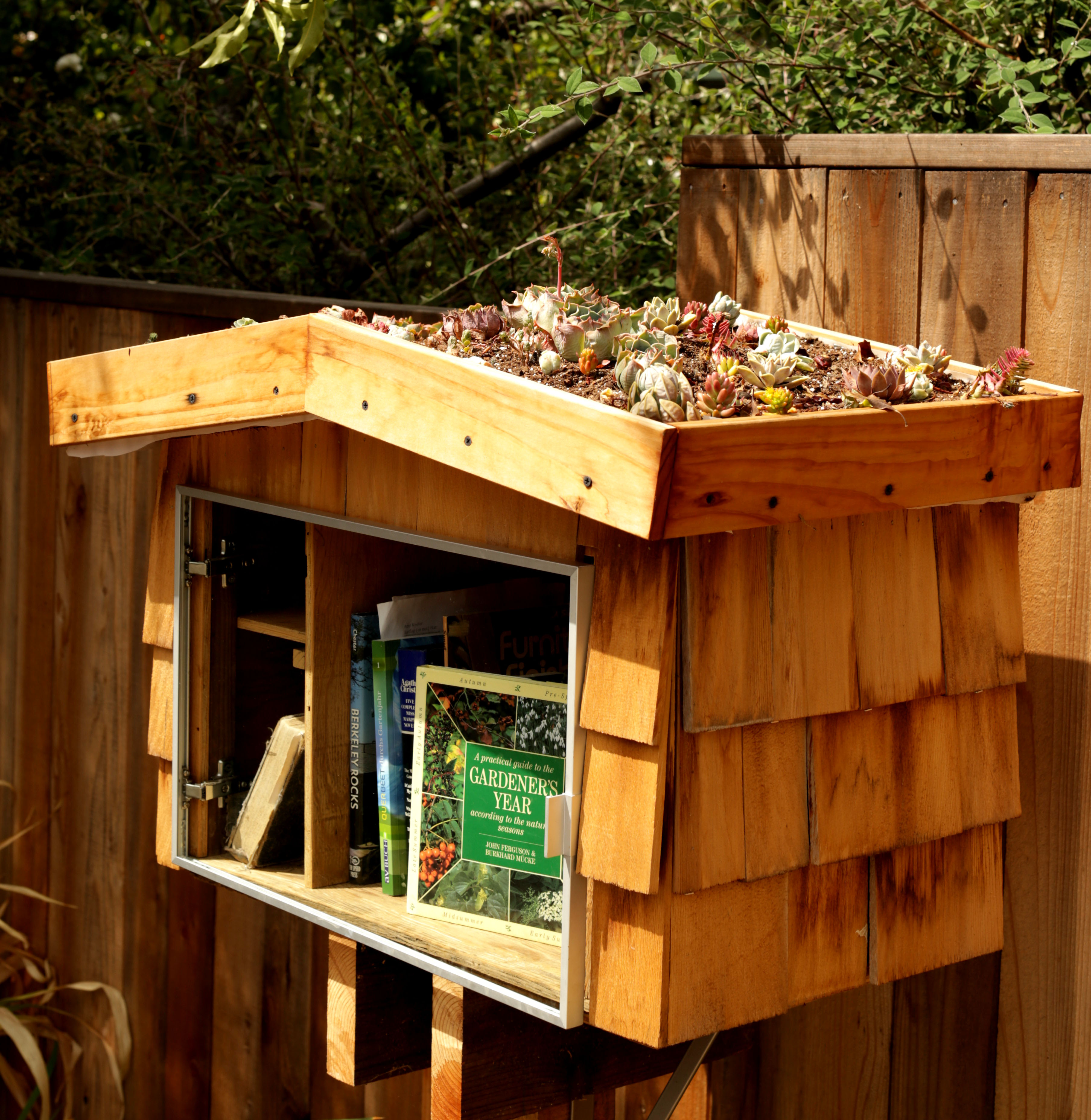
As pequenas bibliotecas gratuitas podem ser projetadas e decoradas para se adequarem ao ambiente ou para se destacarem.

As pequenas bibliotecas gratuitas são normalmente bem-vindas pelas comunidades, no entanto, se surgirem problemas de zoneamento, os governos locais muitas vezes trabalham com os residentes para encontrar soluções.
No final de 2012, a vila de Whitefish Bay, Wisconsin, negou permissão para possíveis projetos da Little Free Library e exigiu que uma Little Free Library existente fosse removida por causa de um decreto da vila que proibia estruturas em pátios frontais. Os curadores da aldeia também se preocuparam com a colocação de material inadequado nas caixas. No entanto, em agosto de 2013, a vila aprovou um novo decreto que permitia especificamente a instalação de caixas da Pequena Biblioteca Gratuita em propriedades privadas.
Em 17 de junho de 2015, o presidente da câmara de Portland, Oregon, Charlie Hales, declarou este o "dIa do Pequeno Quiosque Comunitário" em resposta à confusão da comunidade sobre as regras de direito de passagem. Naquele dia, ele e a Câmara Municipal de Portland alteraram o código da cidade para permitir quiosques comunitários, como Little Free Libraries, nos bairros.
Em junho de 2014, as autoridades municipais de Leawood, Kansas, fecharam uma Pequena Biblioteca Gratuita sob uma lei municipal que proíbe estruturas isoladas. A família de Spencer Collins, o menino de nove anos que construiu a estrutura, criou uma página no Facebook para apoiar a alteração do código da cidade de Leawood. Outro morador da cidade que construiu uma Pequena Biblioteca Gratuita foi ameaçado com multa de US$25. Em julho, o conselho municipal aprovou por unanimidade uma moratória temporária para permitir Pequenas Bibliotecas Gratuitas em propriedades privadas.
Em 29 de janeiro de 2015, a Comissão de Planeamento Metropolitano em Shreveport, Louisiana, fechou uma Pequena Biblioteca Gratuita. O administrador de zoneamento Alan Clarke disse que as leis municipais permitiam bibliotecas apenas em zonas comerciais e que aquela que foi fechada “incomodou alguém”. No mês seguinte, a Câmara Municipal legalizou temporariamente as caixas de troca de livros até que as leis de zoneamento pudessem ser alteradas para permiti-las permanentemente.
Na América do Norte, as Pequenas Bibliotecas Gratuitas e, implicitamente, outras estantes públicas, têm sido criticadas por serem colocadas principalmente em bairros de pessoas mais ricas e instruídas, onde já existem bibliotecas públicas tradicionais de alta qualidade nas proximidades. O comentador incentiva os grupos a ajudarem os bairros onde faltam tais instalações.Na edição de agosto/setembro de 2022 da revista Reason, o repórter Christian Britschgi escreveu sobre o impacto da Little Free Library como parte de um movimento contra regulamentações de zoneamento pesadas e exageradas nos Estados Unidos:

O facto de uma única caixa de livros com um metro por um metro poder ser ilegal de duas formas diferentes ilustra a difícil batalha que os proprietários podem enfrentar quando tentam montar as suas próprias bibliotecas. As resmas de regras que regem o que pode acontecer nos bairros unifamiliares da América estabelecem armadilhas intermináveis para os bibliotecários incautos... Seria mais fácil nomear os tipos de atividade humana que as leis de zoneamento não restringem do que listar todas aquelas que regulam . Mesmo as atividades mais inofensivas podem entrar em conflito com estes códigos. Mas, ao contrário da maioria das coisas que perturbam as regulamentações de zoneamento, as Pequenas Bibliotecas Gratuitas têm um historial impressionante de superação das regras que lhes são impostas. À medida que o país repensa lentamente a sabedoria das leis que restringem a densidade e a atividade comercial em bairros residenciais sóbrios, as Pequenas Bibliotecas Gratuitas podem estar a liderar o caminho.

## Pequenas despensas e caixas de bênçãos grátis

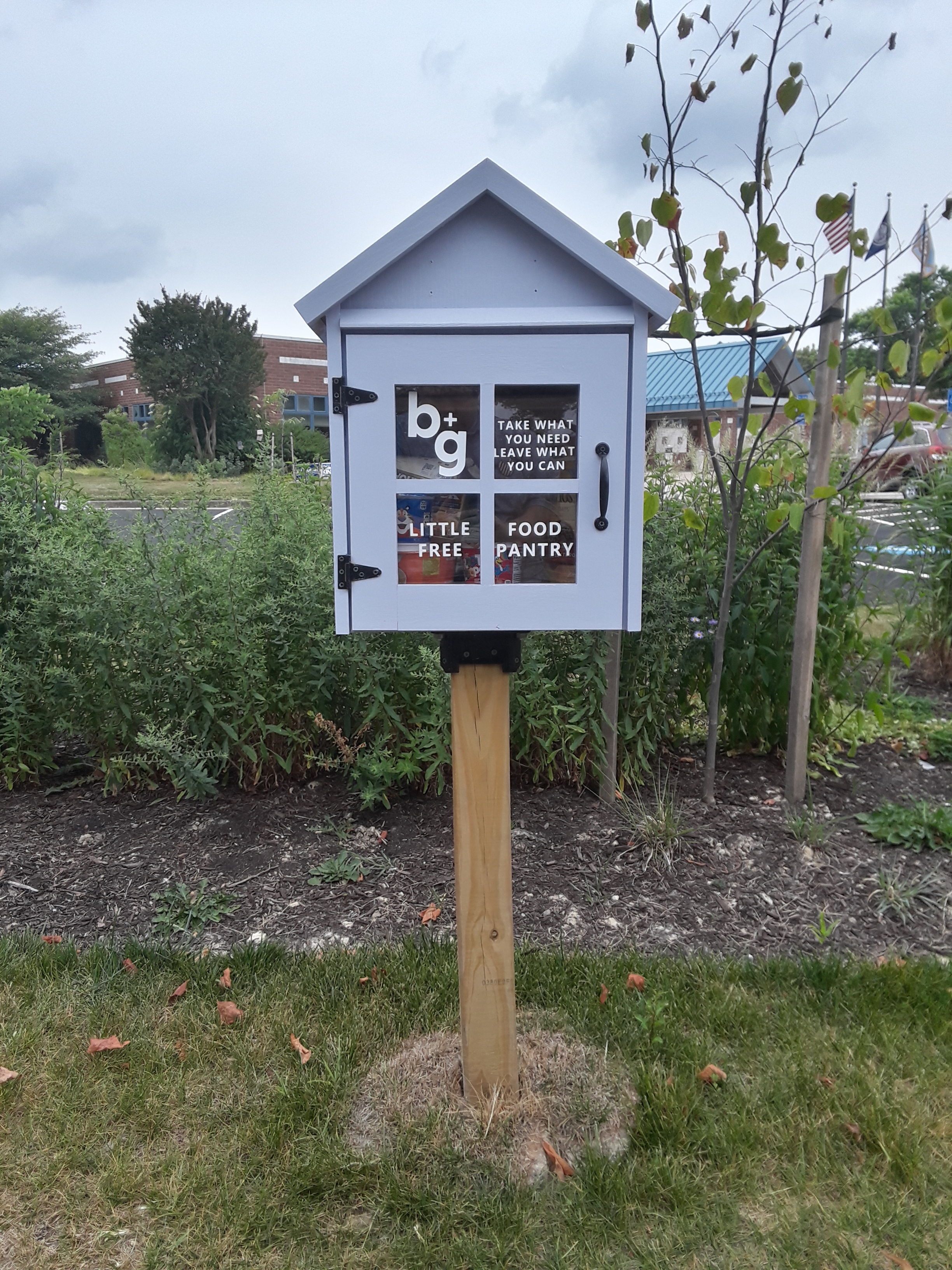
Uma Little Free Food Pantry no Condado de Fairfax, Virgínia, vista em junho de 2023.

Em junho de 2019, os Estados Unidos tinham mais de 600 Little Free Pantries (em português: Pequenas Despensas Gratuitas), e mais podem ser encontradas no Canadá, na Holanda e na Austrália. As Despensas funcionam de forma semelhante às bibliotecas, como locais onde qualquer pessoa pode trazer comida e qualquer pessoa pode levar comida. Também são distribuídos itens de higiene pessoal, como sabonete e escovas de dente. A primeira Little Free Pantry foi inaugurada em 12 de maio de 2016 em Fayetteville, Arkansas. Outras 100 foram instaladas em poucos meses, incluindo despensas na Nova Zelândia. Os itens não permitidos, de acordo com regras informais, incluem lâminas de barbear, álcool e recipientes de vidro quebráveis.
As Caixas de Bênçãos, que são semelhantes às Pequenas Despensas Gratuitas, são frequentemente patrocinadas por igrejas. Elas fornecem um local para compartilhar alimentos e outros bens úteis, como roupas. As pessoas são incentivadas a “pagar antecipadamente” e a doar tudo o que puderem, como uma lata de feijão. “A ideia é que qualquer pessoa que esteja a passar por dificuldades possa usar os produtos para sobreviver e passar o dia”.

## Programa Biblioteca Indígena
Em janeiro de 2023, a Little Free Library anunciou o seu Programa de Bibliotecas Indígenas, que oferece caixas de partilhas de livros para instalação em terras tribais, bem como em outras comunidades indígenas nos EUA e no Canadá. Com lançamento previsto para a primavera de 2023, as caixas LFL virão com dois conjuntos iniciais de livros; um conjunto incluirá 25 livros escritos e/ou ilustrados por autores e artistas BIPOC, e o outro conjunto contará com 25 livros com conteúdo centrado em povos e comunidades indígenas.